# Dacus vespoides
Dacus vespoides är en tvåvingeart som först beskrevs av Carl Ludwig Doleschall 1858.  Dacus vespoides ingår i släktet Dacus och familjen borrflugor. Inga underarter finns listade i Catalogue of Life.